# Pilote (Martinique)
Pilote (cité, première moitié du XVIIe siècle), parfois dénommé « Pilotte », est le nom donné par les premiers colons français à un chef caraïbe influent, puisque ce dernier laisse son nom d'adoption à deux communes martiniquaises, Case-Pilote et Rivière-Pilote, ainsi qu'à la rivière éponyme.

## Biographie
Pilote est un chef caraïbe influent, contemporain du flibustier normand Pierre Belain d'Esnambuc (1585-1636) qui colonise la Martinique à partir de 1628.
Très vite, dès la fin 1635, la cohabitation entre Caraïbes, Amérindiens venus du bassin de l'Orénoque, et les colons Français, fraîchement débarqués, devient impossible et la Martinique est alors divisée en deux parties, sous la houlette de Jacques Dyel du Parquet (1606-1658), propre neveu de Pierre Belain d'Esnambuc : le nord pour les colons, la côte atlantique et le sud de l'île pour les Caraïbes.
Pilote cède alors ses terres au sieur de La Vallée, lesquelles deviennent Case-Pilote, et s'installe à l'Anse Figuier, près d'une rivière dite la rivière-Pilote.